# Lakatos Károly (labdarúgó)
Lakatos Károly (Kisnána, 1955. január 11. –) labdarúgó, középhátvéd.

## Pályafutása

### Klubcsapatban
Szülőhelyén, Kisnánán kezdte a labdarúgást. 1972 és 1975 között az Egri Dózsa játékosa volt. Innen szerződött Tatabányai Bányászhoz, ahol tizenöt éven át játszott és az egyik legsikeresebb tatabányai játékos lett. Kétszeres bajnoki ezüst- és bronzérmes a csapattal és 407 bajnoki mérkőzésen szerepelt és 1 gólt szerzett. Az aktív labdarúgást 1990-ben fejezte be.

### A válogatottban
Hatszoros ifjúsági válogatott (1972–73), 14-szeres utánpótlás válogatott (1975–82, 1 gól), háromszoros egyéb válogatott (1982–83).

## Sikerei, díjai
- Magyar bajnokság
  - 2.: 1980–81, 1987–88
  - 3.: 1981–82, 1986–87
- Magyar kupa (MNK)
  - döntős: 1985